# Juan Diego González
Juan Diego González (Medellín, 22 september 1980 - Copacabana, februari 2020) was een Colombiaans voetballer die doorgaans als verdediger speelde. 

## Biografie
González begon zijn carrière in de jeugdopleiding van Envigado FC. Na een indrukwekkende start van zijn carrière in Colombia, verhuisde hij naar Argentinie bij Club Almagro in 2000. In 2001 trad hij toe tot topclub CA San Lorenzo de Almagro en hielp de Argentijnse club hetzelfde jaar de Copa Mercosur te veroveren. Na een kort verblijf bij San Lorenzo keerde hij terug naar Colombia en zijn oorspronkelijke club Envigado FC. De daarop volgende seizoenen speelde hij voor een verschillende Colombiaanse clubs voor dat hij in 2006 een korte periode bij de Mexicaanse club Santos Laguna kwam. Op 5 augustus 2010 tekende hij bij de Philadelphia Union. Op 23 november 2011 werd hij door die club ontslagen. 
Hij heeft gedurende zijn seniorcarrière voor meer dan tien clubs gespeeld, waaronder clubs in Colombia, Argentinië, Mexico en de Verenigde Staten.
González werd op 27 februari 2020 dood aangetroffen in de Medellín rivier. Zijn lichaam werd op 5 maart geïdentificeerd. Naast hem was er nog een tweede slachtoffer gevonden, een 19-jarige man geïdentificeerd als Deiber Galeano.
- Gemeinsame Normdatei: 1197649093
- Virtual International Authority File: 403157226611985410006